# Paweł Małaszyński
Paweł Małaszyński (ur. 26 czerwca 1976 w Szczecinku) – polski aktor teatralny, telewizyjny i filmowy, wokalista, muzyk i konferansjer. Wystąpił w filmach takich jak Katyń (2007) i Skrzydlate świnie (2010), Jack Strong (2013), Facet (nie)potrzebny od zaraz (2014) i Listy do M. 2 (2017), a także w serialach: Oficer (2004), Magda M. (2005–2007), Oficerowie (2006), Twarzą w twarz (2007–2008), Czas honoru (2010), Belle Epoque (2017), Przyjaciółki (2020) oraz Usta usta (2020).

## Życiorys

### Wczesne lata
Urodził się w Szczecinku w rodzinie z silnymi, wojskowymi tradycjami. Jego ojciec Mirosław był zawodowym żołnierzem. Jego siostra Katarzyna podjęła pracę w straży granicznej. Mieszkał w Koszalinie. W 1982, kiedy miał sześć lat wraz z rodziną przeprowadził się na Podlasie do Białegostoku, na osiedle Słoneczny Stok. Był niesfornym dzieckiem, a jego ulubionymi zabawami było wybijanie szyb i eksperymenty z ogniem.
Uczęszczał do białostockiej Szkoły Podstawowej nr 36, gdzie często kończył lekcje około godz. 20. Jako nastolatek związał się ze słynnym białostockim klubem filmowym „Projektor”. Ukończył białostockie V Liceum Ogólnokształcącego im. Jana III Sobieskiego. Przez pół roku studiował prawo na Uniwersytecie w Białymstoku, zanim uznał, że jego prawdziwym powołaniem jest aktorstwo. W latach 1997–1998 uczył się w krakowskim, policealnym studium aktorskim L’Art studiO. Dopiero za trzecim razem dostał się do wrocławskiej filii PWST w Krakowie, którą ukończył w 2002.

### Kariera sceniczna
W trakcie studiów aktorskich zagrał postać Jakuba Szalimowa w sztuce Maksyma Gorkiego Letnicy (2001) w reżyserii Bożeny Baranowskiej i Fisberto w przedstawieniu Calderóna Księżniczka na opak wywrócona (2002) w reż. Remigiusza Brzyka.
Po ukończeniu PWST w warszawskim Teatrze Kwadrat otrzymał propozycję zastępstwa za Andrzeja Nejmana w Szalonych nożyczkach Paula Pörtnera jako policjant Michał Tomasiak, Nie teraz kochanie Raya Cooneya i Johna Chapmana jako pan Lawson i Wszystko w rodzinie Raya Cooneya jako Leslie w reżyserii Marcina Sławińskiego. W styczniu 2003 dostał etat i 28 czerwca 2003 oficjalnie zadebiutował podwójną rolą Trufaldina i Arlekina w Słudze dwóch panów Carla Goldoniego w reż. Waldemara Matuszewskiego. Wystąpił w Teatrze Telewizji w przedstawieniach: Pamiętnik z powstania warszawskiego (2004) jako Swen i Tajny agent (2005). W Teatrze Kwadrat wystąpił potem w Oślich latach (2005) Michaela Frayna w reż. Marcina Sławińskiego jako William R.Taylor, Perfect Day (2007) Liz Lochhead w reż. Andrzeja Rozhina jako Graham Steel Jimmy oraz Przyjaznych duszach (2008) Pam Valentine w reż. Marcina Sławińskiego w roli Simona Willisa.
Po roli młodego, samotnego geja, mieszkającego przez ścianę ze starszą, także samotną słuchaczką Radia Maryja (Ewa Kasprzyk) w inscenizacji Berek, czyli upiór w moherze (2008) autorstwa Marcina Szczygielskiego w reż. Andrzeja Rozhina, na łamach miesięcznika „Teatr” krytyk teatralny Janusz Majcherek napisał: Tę cienką literaturę ratują aktorzy. Oczywiście, oni też zostali przez autora skazani na schemat. Obie postaci, dewotka i gej, składają się w stu procentach ze stereotypów, jednak zarówno Kasprzyk, jak i Małaszyński budują role, w których cech stereotypowych nie próbują uwiarygodnić psychologicznie czy obyczajowo – raczej starają się uczynić z nich formę, z lekka przerysowaną, lecz nie karykaturalną.
W teatralnej wersji komedii Kiedy Harry poznał Sally (2010) Nory Ephron w reż. Andrzeja Rozhina zagrał tytułowego Harry’ego Burnsa obok Marty Żmudy Trzebiatowskiej jako Sally Albright. Wystąpił też w Ślubie doskonałym (2012) Robina Hawdona w reż. Marcina Sławińskiego jako Bill, Medium (2015) Noëla Cowarda w reż. Andrzeja Nejmana jako Witold, Kłamstewkach (2016) Joe DiPietro w reż. Pawła Wawrzeckiego w roli Billy’ego, Trzech sypialniach (2017) Alana Ayckbourna w reż. Andrzeja Nejmana jako Olaf oraz Tydzień, nie dłużej... (2018) Clementa Michela w reż. Marcina Sławińskiego w roli Marca.
W 2024 odszedł z Teatru Kwadrat.

### Kariera ekranowa
Jeszcze podczas studiów wziął udział w ok. trzydziestu castingach. Pojawił się w filmie sensacyjnym Janusza Kijowskiego Kameleon (2001) jako ćpun i dramacie wojennym Romana Polańskiego Pianista (2002) jako mężczyzna w getcie. Trafił też na mały ekran występując gościnnie w serialu Wiedźmin (2002), reżyserowanych przez Macieja Dejczera odcinkach Na dobre i na złe (2002) i M jak miłość (2003). Po roli Damiana Przeździeckiego w dramacie Michała Kwiecińskiego Biała sukienka (2003) z cyklu Święta polskie, w publikacjach „Elle” i „Filmu” recenzenci pisali, że „będzie o Małaszyńskim głośno”.
Maciej Dejczer zaprosił Małaszyńskiego na casting do powstającego wówczas serialu TVP Oficer, gdzie startował do głównej roli – Kruszona, lecz ostatecznie w 2004 przyjął rolę cynicznego i inteligentnego przestępcy – Granda. Popularność wśród telewidzów zdobył jako szarmancki prawnik – Piotr Korzecki w serialu Magda M. (2005–2007) u boku Joanny Brodzik. Serial zadebiutował na antenie we wrześniu 2005 i przyniósł nagrodę „Viva Najpiękniejszy” 2005, przyznawaną przez czasopismo „Viva”. Małaszyński wziął udział w kontynuacjach Magdy M. i Oficerowie (2006). W latach 2007–2008 zwyciężył w plebiscycie Telekamery w kategorii „Najlepszy aktor”. W rodzinnym Białymstoku ogłoszono go honorowym ambasadorem miasta.
W 2007 zadebiutował na kinowym ekranie rolą Marcina Kruka w Świadku koronnym, użyczył głosu żółwiowi Leonardo w kinowej wersji Wojownicze Żółwie Ninja, wystąpił w serialu Tajemnica twierdzy szyfrów oraz rozpoczął współpracę z Patrykiem Vegą i Magdą Walach na planie serialu Twarzą w twarz (2007–2008). W nominowanym do Oscara Katyniu (2007) Andrzeja Wajdy zagrał porucznika pilota Piotra Baszkowskiego. Wystąpił także w miniserialu parodiującym Magda M. 20 lat później (2007). W 2008 został laureatem Super Telekamery TeleTygodnia. Słowacka reżyserka Mariana Čengel-Solčanská zaangażowała go do roli Martina w dramacie Latający mnich i tajemnica Da Vinci (2008).
W 2010 powrócił na ekran w roli Karolka w Ciachu Patyka Vegi, Oskara w Skrzydlatych Świniach Anny Kazejak-Dawid i Tadeusza, agenta niemieckiego wywiadu ulokowanego przez Niemców w oddziale AK w Czasie honoru. Za rolę Maxa w komedii kryminalnej Cezarego Pazury Weekend (2010) otrzymał antynagrodę Węża w kategorii „Aktor”.
W 2010 ukazała się książka Dariusza Domańskiego pt. Paweł Małaszyński. Aktorzy XXI wieku. W styczniu 2011 Małaszyński odebrał dożywotni bilet do kina „Helios” w Białymstoku, a sali nr 7 nadano jego imię. W 2012 wystąpił w dwóch serialach – TVN Lekarze i Canal+ Misja Afganistan jako ppor. Paweł „Konasz” Konaszewicz oraz dreszczowcu Eugeniusz Korina Sęp. Po występie w i komedii Listy do M. 2 (2015), przyjął rolę Jana Edigeya-Koryckiego w serialu Belle Epoque (2017). W latach 2020–2021 wcielał się w rolę Artura Morawskiego w serialu Przyjaciółki oraz Dominika w serialu Usta usta. Od 2022 gra rolę Janusza w serialu Stulecie Winnych.

### Kariera muzyczna
Od 1997 występował w zespole Apogeum. W 2004 w Białymstoku założył zespół Cochise, w którym jest wokalistą, jak i autorem tekstów. Wspólnie z zespołem nagrał trzy płyty, w tym dwa albumy studyjne oraz jeden minialbum.
Cochise zdobyli wyróżnienie na koncercie Rockfest 2005 oraz nagrali pierwsze demo 9 oraz krążek DVD z Rockfest 2005.
10 lutego 2010 ukazał się pierwszy album zespołu zatytułowany Still Alive. Wcześniej, w grudniu 2009, Małaszyński wspólnie z zespołem nagrał składankę promującą stolicę Podlasia – Białystok muzyczny 2009. Znalazł się tam utwór Cochise „EX”. Z kolei na składance Tribute to Danzig, wydanej w lutym 2010, można posłuchać, nagranego specjalnie na tę okazję, coveru zespołu Danzig „Lick The Blood Off My Hands”.
14 maja 2012 ukazała się druga płyta Cochise Back to Beginning, wydana przez wytwórnię Mystic, a 10 lutego 2014 premierę miała trzecia – 118, której wydawcą był Metal Mind Productions. 2 października 2015 ukazała się czwarta studyjna płyta – The Sun Also Rises for Unicorns.

## Życie prywatne
17 sierpnia 2002 ożenił się z Joanną Chitruszko, tancerką, choreografką i pedagożką, z którą pozostaje w związku od listopada 1994. Mają syna Jeremiasza (ur. 12 kwietnia 2004) i córkę Leę (ur. 2014).
W 2008 miał pobiec w sztafecie olimpijskiej niosącej do Pekinu płomień, od którego w dniu otwarcia Igrzysk Olimpijskich zapłonął znicz olimpijski. 4 czerwca miał biec w Chinach w okolicach Kantonu – w dniu, w którym przypada 19 rocznica wydarzeń na placu Tian’anmen. Jednak protesty przeciwko łamaniu praw człowieka w Tybecie na dotychczasowej trasie sztafety sprawiły, że „powoli traci ona dla aktora swój urok”. Według informacji z 16 kwietnia 2008, z powodu łamania praw człowieka w Tybecie lub mieszania polityki ze sportem wszystkie te osoby zrezygnowały z udziału w sztafecie.

## Filmografia

### Filmy fabularne
| Rok  | Tytuł                                 | Rola                               | Reżyser                                           |
| ---- | ------------------------------------- | ---------------------------------- | ------------------------------------------------- |
| 2001 | Kameleon                              | ćpun                               | Janusz Kijowski                                   |
| 2002 | Pianista                              | mężczyzna w getcie                 | Roman Polański                                    |
| 2003 | Biała sukienka                        | Damian Przeździecki                | Michał Kwieciński                                 |
| 2007 | Świadek koronny                       | Marcin Kruk                        | Jarosław Sypniewski, Jacek Filipiak, Michał Gazda |
| 2007 | Katyń                                 | porucznik pilot Piotr Baszkowski   | Andrzej Wajda                                     |
| 2010 | Ciacho                                | Karolek                            | Patryk Vega                                       |
| 2010 | Skrzydlate świnie                     | Oskar, brat Mariusza               | Anna Kazejak                                      |
| 2010 | Weekend                               | Max                                | Cezary Pazura                                     |
| 2010 | Latający mnich i tajemnica Da Vinci   | Marcin                             | Mariana Čengel-Solčanská                          |
| 2011 | Listy do M.                           | Wladi                              | Mitja Okorn                                       |
| 2012 | Sęp                                   | Jacek Robaczewski                  | Eugeniusz Korin                                   |
| 2013 | Jack Strong                           | Dariusz Ostaszewski                | Władysław Pasikowski                              |
| 2014 | Facet (nie)potrzebny od zaraz         | Ksawery feminista                  | Weronika Migoń                                    |
| 2015 | Listy do M. 2                         | Wladi, kierownik Agencji Mikołajów | Maciej Dejczer                                    |
| 2022 | Gdzie diabeł nie może, tam baby pośle | dyrektor Polmosu                   | Heatcliff Janusz Iwanowski                        |
| 2023 | Pokolenie Ikea                        | Gustaw, szef Piotra                | Dawid Gral                                        |
| 2023 | Różyczka 2                            | Krzysztof                          | Jan Kidawa-Błoński                                |
| 2024 | Nieobliczalna                         | Wojciech Poznański, mąż Martyny    | Piotr Trzaskalski                                 |

### Seriale
| Rok       | Tytuł                      | Rola                                                   | Uwagi                                                       |
| --------- | -------------------------- | ------------------------------------------------------ | ----------------------------------------------------------- |
| 2001      | Kameleon                   | ćpun                                                   |                                                             |
| 2002      | Wiedźmin                   | młodzieniec w karczmie                                 | odc. 5                                                      |
| 2002      | Na dobre i na złe          | Łukasz Sadowski                                        | odc. 121                                                    |
| 2003      | M jak miłość               | Marcin Polański-Van Burgen                             |                                                             |
| 2004      | Oficer                     | Jacek Wielgosz „Grand”                                 |                                                             |
| 2004      | Dziki                      | „Żołędź”, oficer ABW                                   | odc. 3,4,5,6 (w napisach wymieniony jako Piotr Małaszyński) |
| 2005–2007 | Magda M.                   | Piotr Korzecki                                         |                                                             |
| 2006      | Oficerowie                 | Jacek Wielgosz „Grand”                                 |                                                             |
| 2007      | Tajemnica Twierdzy Szyfrów | Johann Jorg                                            |                                                             |
| 2007–2008 | Twarzą w twarz             | Wiktor Waszak „Ważka”                                  |                                                             |
| 2008      | Trzeci oficer              | Jacek Wielgosz „Grand”                                 |                                                             |
| 2008      | Teraz albo nigdy           | on sam (Paweł Małaszyński)                             | odc. 7                                                      |
| 2008      | Na Wspólnej                | Piotr Korzecki z Magdy M.                              | odc. 1000                                                   |
| 2010      | Czas honoru                | niemiecki agent Johann von Relasky vel Tadeusz Kruczek |                                                             |
| 2012–2014 | Lekarze                    | Maks                                                   |                                                             |
| 2012–2014 | Misja Afganistan           | Paweł Konaszewicz                                      |                                                             |
| 2016      | Komisja morderstw          | Adam Frejncz                                           |                                                             |
| 2016      | Para nie do pary           | Szymon                                                 |                                                             |
| 2017      | Belle Epoque               | Jan Edigey-Korycki                                     |                                                             |
| 2019      | Wojenne dziewczyny         | „Kruk”                                                 | odc. 28-33, 35-37                                           |
| 2019      | Mały Grand Hotel           | operator Adam                                          | odc. 5                                                      |
| 2020–2021 | Przyjaciółki               | Artur Morawski                                         |                                                             |
| 2020–2021 | Usta usta                  | Dominik, kochanek Magdy                                |                                                             |
| 2022      | Stulecie Winnych           | Janusz Sulima-Jaworski                                 |                                                             |
| 2023      | Grzechy sąsiadów           | „Kain”                                                 |                                                             |
| 2024      | Zdrada                     | Paweł Kamiński                                         |                                                             |
| od 2024   | Na dobre i na złe          | doktor Aleksander „Aleś” Zagajewski                    |                                                             |

## Polski dubbing
- 2007: Wojownicze Żółwie Ninja jako Leonardo (wersja kinowa)
- 2007: Terra 3D jako Jim
- 2012: Hitman: Rozgrzeszenie jako Agent 47
- 2014: Strażnicy Galaktyki – Peter Quill / Star-Lord
- 2017: Strażnicy Galaktyki vol. 2 – Peter Quill / Star-Lord
- 2018: Avengers: Wojna bez granic – Peter Quill / Star-Lord
- 2019: Avengers: Koniec gry – Peter Quill / Star-Lord
- 2020: Naprzód – Bogdan Mrygacz
- 2021: A gdyby…? – Peter Quill

## Dyskografia
Albumy z zespołem Cochise
- Still Alive (2010)
- Back to Beginning (2012)
- 118 (2014)
- The Sun Also Rises for Unicorns (2015)
- Swans and Lions (2018)
- Exit: a Good Day to Die (2019)
- The World Upside Down (2021)